# Via San Lorenzo
La Via San Lorenzo es una de las calles más importantes del centro histórico de Génova (Italia).

## Historia
La creación de la calle responde a la necesidad de mejorar la viabilidad de la ciudad que existía a principios del siglo xix, en particular, para unir la zona portuaria con el centro de Génova. En 1808, durante el dominio del Imperio napoleónico, el ingeniero francés Roussigné propuso un trazado que uniera la Piazza Banchi o Piazza De Marini con la Piazza San Domenico, pero fue rechazado por el Ayuntamiento debido a la dificultad de su realización. Más conveniente pareció la propuesta de Gaetano Cantoni, que en 1811 introdujo algunas modificaciones en este trazado que habrían permitido demoler un menor número de edificios y satisfacer las exigencias de los habitantes de la zona. No obstante, todo permaneció suspendido hasta el 5 de marzo de 1824, cuando se aprobó el proyecto del primer tramo de la calle, entre la Porta di San Tommaso y la Piazza delle Chiappe. El proyecto del segundo tramo, que uniría la Piazza Banchi con la Piazza San Domenico, se encontró con una fuerte oposición, pero no obstante fue aprobado el 17 de noviembre de 1825. Sin embargo, todos estos proyectos fueron bloqueados por la escasez de recursos financieros, y la realización de la nueva calle tuvo que ser pospuesta de nuevo.
En 1835, finalmente, el Reino de Cerdeña, gobernado por Carlos Alberto de Saboya, autorizó el proyecto definitivo de la «calle que va desde la Porta di San Tomaso en dirección a la dársena y al puerto hasta la aduana, y desde allí hacia San Lorenzo, la Piazza Nuova y San Domenico, siguiendo por la Via Giulia hasta la Porta dell'Arco». Entre 1837 y 1840 se efectuaron las demoliciones de los edificios y las obras de nivelación de la calle; así, la vieja calle de San Lorenzo fue prolongada y la Piazza San Lorenzo fue ensanchada y su altitud se rebajó en aproximadamente un metro y medio, para proporcionar un espacio abierto delante de la catedral de la ciudad. La renovación de la zona afectó también a los edificios, cuyas fachadas se reconstruyeron (como en el caso del Palazzo Sinibaldo Fieschi) o se les añadieron nuevas sobre las existentes (como en el caso del Palazzo Boggiano). Tras la conclusión de la calle, a mediados del siglo xix, la ciudad había realizado una infraestructura dedicada al tráfico portuario; sin embargo, debido fundamentalmente a la llegada del ferrocarril al puerto, la Via San Lorenzo perdió pronto su finalidad original y, gracias a su céntrica posición, se convirtió cada vez más en una calle «de representación».
La Via San Lorenzo fue sometida a importantes obras de renovación de las conducciones subterráneas, el pavimento, la iluminación y las fachadas de los edificios entre 2000 y 2001, con ocasión de la cumbre del G8 que se celebró en Génova en 2001. Desde entonces, la calle es peatonal.

## Descripción
La Via San Lorenzo une la Piazza Raibetta con la Piazza Matteotti. A lo largo de su trazado se abre la plaza homónima, situada delante de la catedral. La calle está bordeada por nueve edificios en el lado donde se encuentra la catedral, y por diez edificios en el lado opuesto; de ellos, seis pertenecen al sistema de los Rolli, mediante el cual los palacios nobiliarios eran subdivididos en los siglos xvi y xvii.

### Palacios de los Rolli
| Palacio                                      | Dirección           | Propietario                          | Fotografía |
| -------------------------------------------- | ------------------- | ------------------------------------ | ---------- |
| Palazzo Centurione-Gavotti                   | Via San Lorenzo 5   | Giovanni Battista Centurione         |            |
| Palazzo Durazzo-Zoagli                       | Via San Lorenzo 8   |                                      |            |
| Palazzo Senarega-Zoagli                      | Largo Sanguineti 11 | Mattia Senarega                      |            |
| Palazzo Bendinelli Sauli                     | Via San Lorenzo 12  | Bendinelli Sauli                     |            |
| Palazzo Sinibaldo Fieschi                    | Via San Lorenzo 17  | Sinibaldo Fieschi                    |            |
| Palazzo Orazio e Gio Francesco De Franceschi | Via San Lorenzo 19  | Orazio y Gio Francesco De Franceschi |            |